# USS New Jersey (BB-16)
El USS New Jersey (BB-16) fue un acorazado tipo pre-dreadnought clase Virginia de la Armada de los Estados Unidos, cuarto de cinco miembros de su clase, y el primero en llevar ese nombre. Fue construido en el astillero de Fore River Shipbuilding Company, en Quincy, Massachusetts, con su quilla colocada en mayo de 1902 y botado en noviembre de 1904. La embarcación finalizada fue puesta en servicio con la flota en mayo de 1906. Estaba armado con una batería principal de cuatro cañones de 305 mm, y ocho de 203 mm, y podía navegar a una velocidad máxima de 19 nudos (35 km/h).
Pasó su carrera entera con la Flota del Atlántico. A finales de 1906 participó en la Segunda Ocupación de Cuba, y en la feria de Jamestown de abril a mayo de 1907. Al finalizar ese año, se unió a la Gran Flota Blanca en su circunnavegación por el mundo, que terminó a inicios de 1909. La embarcación pasó los siguientes cinco años realizando entrenamientos de tiempos de paz. En abril de 1914, formó parte de la ocupación de Veracruz durante la Revolución Mexicana. Durante la Primera Guerra Mundial, fue usado como buque escuela, y después de la guerra se le ordenó repatriar de Francia a los soldados estadounidenses. Fue dado de baja en 1920 y programado para ser destruido en pruebas de bombardeo en 1923. Bombarderos Martin NBS-1 hundieron la embarcación el 5 de septiembre de 1923.

## Diseño
El New Jersey tenía una eslora de 134.49 m, una manga de 23.24 m, y un calado de 7.24 m. Tenía un desplazamiento estándar de 14 948 toneladas largas, y de 16 094 a máxima capacidad. Era impulsado por motores de vapor de triple expansión de dos ejes con una potencia de 19 000 caballos de fuerza (14 000 kW), conectados a dos ejes de hélices. El vapor era generado por doce calderas Babcock & Wilcox de carbón. El sistema de propulsión generaba una velocidad máxima de 19 nudos (35 km/h). Tal como fue construido, tenía mástiles militares pesados, pero fueron reemplazados en 1909 por mástiles de celosía. Tenía una tripulación de 812 oficiales y marinos.
Estaba armado con una batería principal de cuatro cañones calibre 305 mm/40 serie 4 en dos torretas dobles en la línea central, una en la proa y otra en la popa. La batería secundaria consistía en ocho cañones calibre 203 mm/45, y doce cañones calibre 152 mm/50. Los cañones de 203 mm estaban montados en cuatro torretas dobles; dos de ellas superpuestas sobre las torretas de la batería principal, las otras dos al frente de la chimenea delantera. Los cañones de 152 mm estaban colocados en casamatas en el casco. Contaba con doce cañones calibre 76 mm/50 para la defensa a corta distancia contra buques torpederos, también montados en casamatas a lo largo del casco, y con doce cañones de 3 libras. Como estándar de los buques capitales de ese periodo, el New Jersey contaba con cuatro tubos lanzatorpedos de 533 mm en lanzadores sumergidos a los costados del casco.
El cinturón blindado del New Jersey era de 279 mm de grosor sobre los pañoles y las salas de máquinas, y de 152 mm en el resto de la embarcación. Las torretas de la batería principal tenían costados de 305 mm de grosor, y las barbetas de apoyo tenían 254 mm en los costados expuestos. La torre de mando tenía costados de 229 mm de grosor.

## Historial de servicio

### Primeros años y Gran Flota Blanca

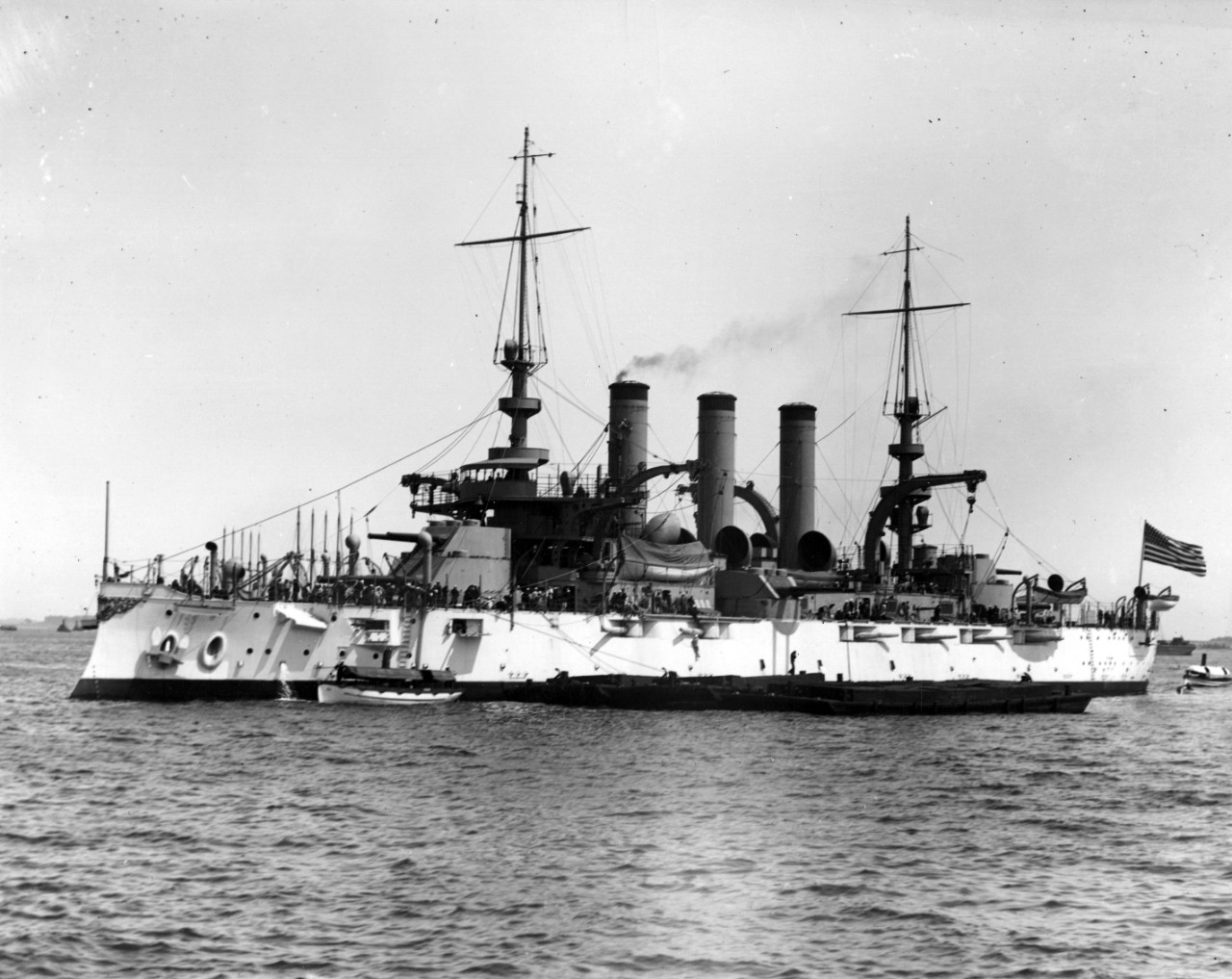
USS New Jersey finalizado

La quilla del New Jersey fue colocada en el astillero Fore River Shipyard en Massachusetts, el 3 de mayo de 1902, y fue botado el 10 de noviembre de 1904. Fue puesto en servicio activo el 12 de mayo de 1906, con el capitán William Kimball a su mando. Realizó su entrenamiento inicial en el Atlántico y el Caribe, que fue interrumpido por una revista naval para el presidente Theodore Roosevelt en Oyster Bay en septiembre. El día 21 de ese mes, fue desplegado en Cuba para participar en la Segunda Ocupación de Cuba; permaneció ahí hasta el 13 de octubre. Participó en la feria de Jamestown, del 15 de abril al 14 de mayo de 1907.
Se unió a la Gran Flota Blanca el 16 de diciembre de 1907, cuando partieron de Hampton Roads para iniciar su circunnavegación por todo el mundo. El crucero de la Gran Flota Blanca fue concebido como una forma de demostrar el poderío militar de los Estados Unidos, particularmente hacia Japón. Las tensiones entre Estados Unidos y Japón habían comenzado a aumentar después de la victoria japonesa en la guerra ruso-japonesa, en 1905. La prensa de ambos países pedía la guerra, y Roosevelt esperaba utilizar la demostración de poderío naval para disuadir cualquier agresión japonesa. La flota navegó hacia el sur al Caribe, y luego a Sudamérica, haciendo paradas en Puerto España, Río de Janeiro, Punta Arenas y Valparaíso, entre otras ciudades, Después de llegar a México en marzo de 1908, la flota pasó tres semanas llevando a cabo prácticas de artillería. La flota continuó su viaje por la costa americana del Pacífico, deteniéndose en San Francisco, y Seattle antes de cruzar el Pacífico hacia Australia, deteniéndose de camino en Hawái. Algunas paradas en el Pacífico Sur incluyeron Melbourne, Sídney y Auckland.
Después de dejar Australia, la flota giró al norte hacia Filipinas, deteniéndose en Manila antes de continuar hacia Japón, donde se realizó una ceremonia de bienvenida en Yokohama. En noviembre, le siguieron tres semanas de ejercicios en la bahía de Súbic, Filipinas. Las embarcaciones pasaron por Singapur el 6 de diciembre y entraron al océano Índico, cargaron carbón en Colombo antes de cruzar el canal de Suez y volvieron a abastecerse de carbón en Puerto Saíd, Egipto. La flota hizo escala en varios puertos del Mediterráneo antes de detenerse en Gibraltar, donde una flota internacional de barcos de guerra británicos, rusos, franceses y alemanes los recibieron. Las embarcaciones cruzaron el Atlántico para regresar a Hampton Roads el 22 de febrero de 1909, habiendo viajado 46 729 millas náuticas (82 542 km). Ahí, pasaron revista para el presidente Theodore Roosevelt.

### 1910-1923

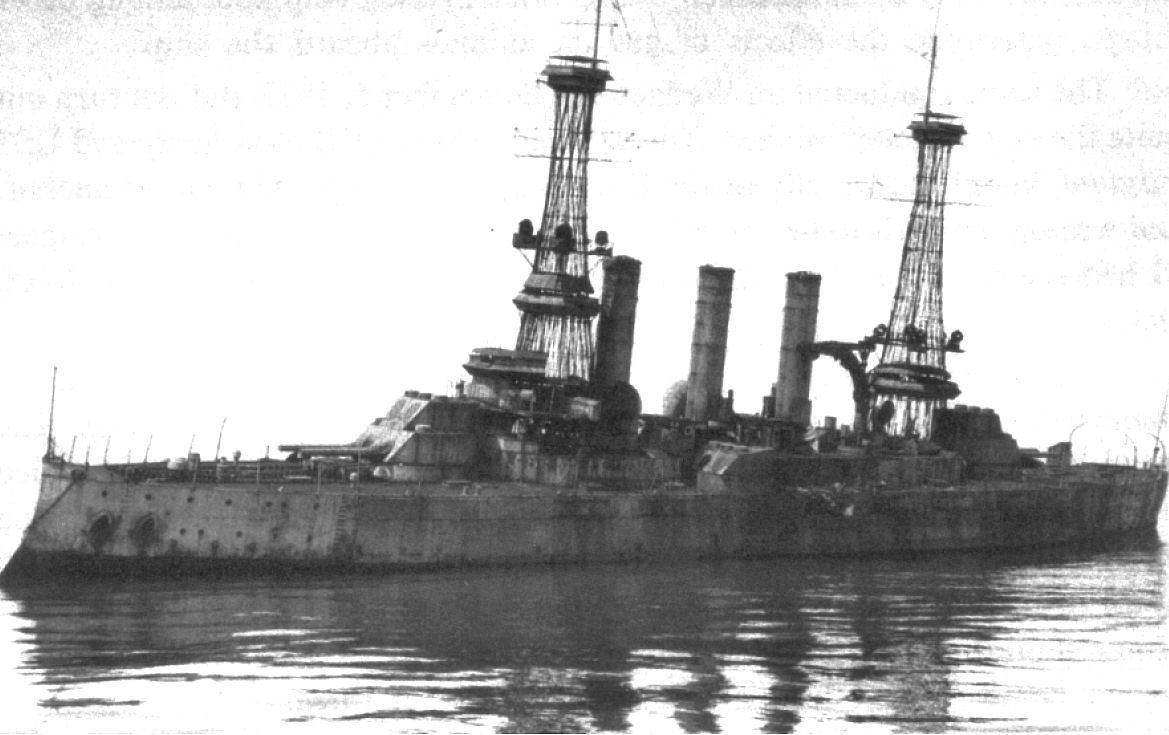
USS New Jersey inclinándose después de las pruebas de bombardeo aéreo

Pasó los siguientes años realizando rutinas de tiempos de paz con la Flota del Atlántico, con varias maniobras de entrenamiento y prácticas de artillería en el Atlántico y el Caribe. Durante este periodo, pasó un año fuera de servicio en Boston del 2 de mayo de 1910 al 15 de julio de 1911, y realizó dos cruceros de entrenamiento para guardamarinas de la Academia Naval los veranos de 1912 y 1913. Fue desplegado en el Caribe para proteger los intereses estadounidenses cuando la Revolución Mexicana recrudeció a finales de 1913. El 21 de abril de 1914, Estados Unidos ocupó el puerto de Veracruz a raíz del incidente de Tampico. El 13 de agosto, el New Jersey abandonó las aguas mexicanas y navegó a Santo Domingo, donde habían estallado disturbios en República Dominicana y Haití. Después de observar las condiciones en los dos países, la embarcación continuó su camino, arribando a Hampton Roads el 9 de octubre. Pasó los siguientes tres años realizando su rutina normal de entrenamiento.
El 6 de abril de 1917, Estados Unidos le declaró la guerra a Alemania en respuesta a la campaña de guerra submarina indiscriminada de este último iniciada a inicios de ese año. El New Jersey fue empleado como buque escuela para reclutas, con base en la bahía de Chesapeake. En noviembre de 1918, Alemania firmó el armisticio que puso fin a la guerra; la embarcación fue usada para transportar a los soldados estadounidenses de vuelta de Europa. En el curso de cuatro viajes entre finales de 1918 y junio de 1919, transportó cerca de 5 mil soldados. Fue dado de baja el 6 de agosto de 1920 en el astillero de Boston, y debió ser descartado bajo los términos del Tratado naval de Washington firmado en 1922. El New Jersey, junto con su embarcación hermana Virginia, y el acorazado Alabama fueron asignados para pruebas de armamento realizadas por el Servicio Aéreo del Ejército de los Estados Unidos, bajo la supervisión del general Billy Mitchell.
Las pruebas de bombardeo contra el New Jersey se realizaron el 5 de septiembre de 1923 en la costa atlántica de Diamond Shoals, Carolina del Norte, por bombarderos Martin NBS-1 del 2.º Grupo de Bombarderos. Cuatro de los NBS-1 atacaron la embarcación con bombas de 270 kg, desde una altura de 3000 m, logrando cuatro impactos directos y varios cercanos al blanco, causando inundaciones significativas. Se realizó otro ataque con bombas de 910 kg a 1800 m, siete de los cuales cayeron cerca del barco. Para este momento, las inundaciones habían aumentado al punto de que los puertos de armas de las casamatas estaban sumergidos. Otros dos NBS-1 atacaron con bombas de 500 kg cada uno; los dos primeros fallaron, pero el tercero fue un impacto directo que causó una gran explosión y el New Jersey volcó y se hundió 24 minutos después.